# 金紹城

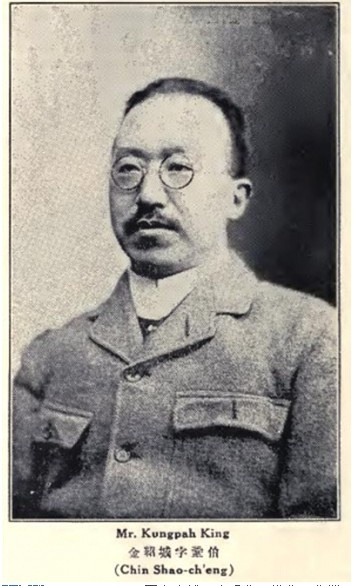
金紹城像

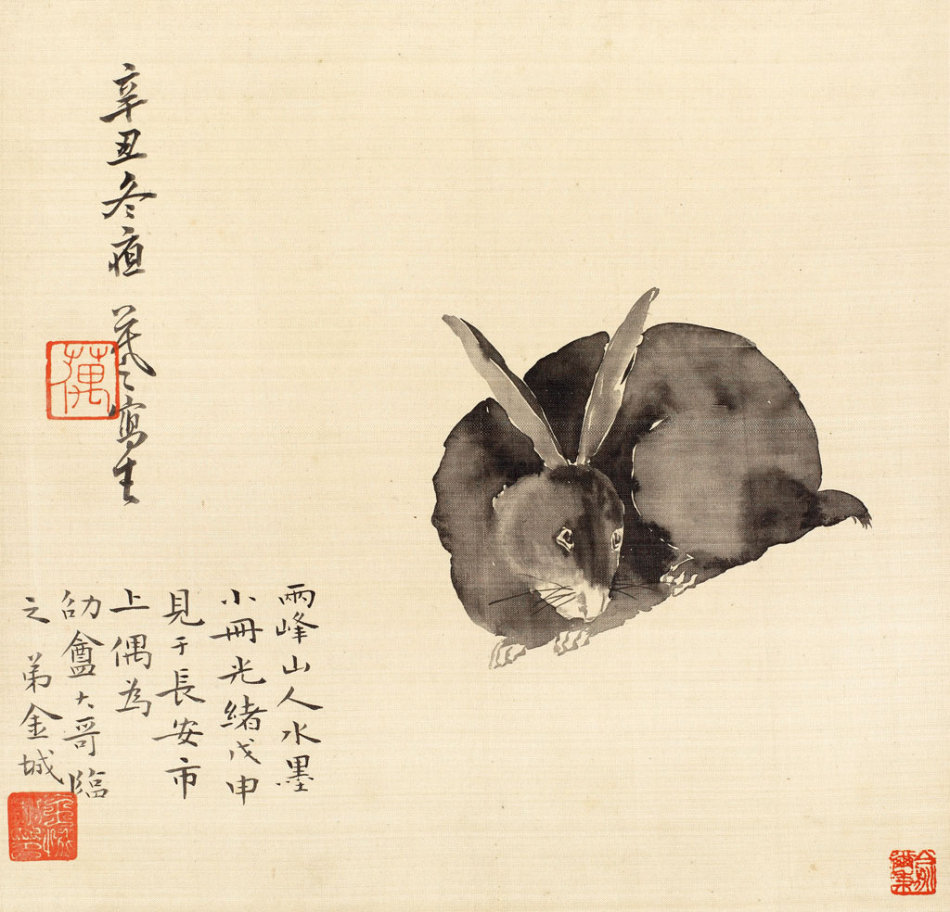
金城《仿羅聘雜畫冊》中的水墨畫

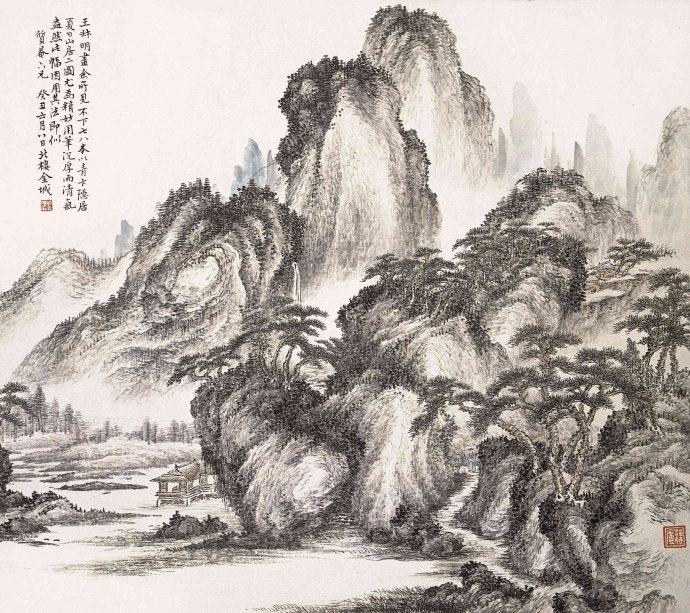
金城癸丑年（1913）山水畫

金绍城（英語：Kungpah T. King，1878年—1926年），一名城，字拱北，一字鞏伯，号北楼，又号藕湖，浙江吴兴南浔人。清末民初推事（法官）、中华民国政治人物，曾任佥事、议员、秘书、参事等。亦是书画家。

## 生平
金绍城是金焘长子，曾留学英国伦敦大学铿司書院（伦敦国王学院）学习法律，光绪末年毕业回中国，归国途中曾历经美国、法国等诸国考察法律，又學習美术。
光绪三十年（1904年），他经上海道袁海观推荐，任上海公共租界会审公廨会审官（華名：苏松太道会审公廨襄谳委员）。1905年秋，在黎黄氏案中，金绍城坚持调查案情真相，据理力争，要求英国驻上海领事释放黎黄氏，遭到外籍巡捕殴打侮辱，金绍城愤而辞职。后復任大理院推事。
宣统三年（1911年），金绍城作为中国代表参加美洲万国监狱改良会，并到欧美各国考察监狱。归国后，中华民国已成立，此后他曾任内务部佥事、众议院议员、国务院秘书、蒙藏院参事等职务。
金绍城在中国传统绘画和诗词上造诣都很深。民国九年（1920年），他在京師创建中国画学研究会，后来还吸引了日本画家前来造访。他的弟子在他去世后三个月在燕京创立了湖社画会。他的弟子中有惠石湖、刘饮湖、李枕湖、陈梅湖、张湛湖、赵明湖、李五湖、李晴湖、陈升湖、陈东湖等，人称“十大湖”。金绍城还创设了中日绘画联合展览会，每隔一年举办一次。
民国十五年（1926年），金绍城到日本东京、大阪等地举办绘画展。回国抵达上海后，他突然患伤寒，1926年9月5日病逝，享年49岁。

## 著作
- 北楼论画
- 十八國游歷日記
- 藕廬詩草
- 金拱北印譜
- 金拱北遺墨
- 天府球圖
- 畫學講義

## 家庭
- 祖父：金桐
- 父：金焘，字沁园，为金桐的长子，清朝同治十年（1871年）秀才，增贡生，缙云县训导。早年子承父业经营蚕丝业，在上海开设了金嘉记丝行，后来又开了当铺并经营房地产
  - 元配：徐貴（1852-1873）未有子嗣，
  - 繼配：朱城（1854-1919）生有四子五女
    - 長子：金紹城（1878-1926）
    - 次子：金紹堂（1880-1965）
    - 三子：金紹基（1886-1949）
    - 四子：金紹坊（1890-1979）
    - 長女：金蘭
    - 二女：金策（1882-1948）
    - 三女：金章（1884-1939）
    - 四女：金簡（1888-1923）
    - 五女（夭折）。

  - 妾：江氏（1882-？），生有三子二女
    - 長子：金紹塏（1901-？）
    - 次子：金紹堅
    - 三子：金紹增
    - 長女：金芷（1904-？）
    - 二女：金滿（1907-？）